# Gimnasia en los Juegos Olímpicos de Londres 2012 – Trampolín femenino
El evento de trampolín femenino de gimnasia en los Juegos Olímpicos de Londres 2012 tuvo lugar el 4 de agosto en el North Greenwich Arena.

## Horario
Todos los horarios están en Tiempo Británico (UTC+1)
| Fecha                       | Tiempo | Ronda                     |
| --------------------------- | ------ | ------------------------- |
| Sábado, 4 de agosto de 2012 | 14:00  | Clasificaciones y finales |

### Clasificación y resultados
| Posición | Atleta                    | Obligatorio | Voluntario | Penalización | Total   | Notas |
| -------- | ------------------------- | ----------- | ---------- | ------------ | ------- | ----- |
| 1        | He Wenna (CHN)            | 48.860      | 56.640     |              | 105.500 | Q     |
| 2        | Huang Shanshan (CHN)      | 48.499      | 56.260     |              | 104.759 | Q     |
| 3        | Tatsiana Piatrenia (BLR)  | 48.785      | 55.970     |              | 104.755 | Q     |
| 4        | Rosannagh MacLennan (CAN) | 48.230      | 56.220     |              | 104.450 | Q     |
| 5        | Karen Cockburn (CAN)      | 47.900      | 56.045     |              | 103.945 | Q     |
| 6        | Luba Golovina (GEO)       | 47.805      | 53.935     |              | 101.740 | Q     |
| 7        | Savannah Vinsant (USA)    | 46.400      | 54.955     |              | 101.355 | Q     |
| 8        | Victoria Voronina (RUS)   | 47.150      | 53.845     |              | 100.995 | Q     |
| 9        | Kat Driscoll (GBR)        | 46.335      | 54.650     |              | 100.985 |       |
| 10       | Anna Dogonadze (GER)      | 46.540      | 53.830     |              | 100.370 |       |
| 11       | Ana Rente (POR)           | 47.265      | 53.010     |              | 100.275 |       |
| 12       | Ekaterina Khilko (UZB)    | 47.240      | 52.050     |              | 99.290  |       |
| 13       | Andrea Lenders (NED)      | 46.270      | 51.845     |              | 98.115  |       |
| 14       | Ayano Kishi (JPN)         | 45.745      | 52.240     |              | 97.985  |       |
| 15       | Zita Frydrychová (CZE)    | 44.345      | 32.215     |              | 76.560  |       |
| 16       | Maryna Kyiko (UKR)        | 41.940      | 31.520     |              | 73.460  |       |

## Final
| Posición          | Atleta                   | Dificultad | Ejecución | Vuelo  | Penalidad | Total  | Notas |                |                           |        |        |        |  |        |  |
| ----------------- | ------------------------ | ---------- | --------- | ------ | --------- | ------ | ----- | -------------- | ------------------------- | ------ | ------ | ------ |  | ------ |  |
| Posición          | Atleta                   | Dificultad | Ejecución | Vuelo  | Penalidad | Total  | Notas | Medalla de oro | Rosannagh MacLennan (CAN) | 15.400 | 25.600 | 16.305 |  | 57.305 |  |
| Medalla de plata  | Huang Shanshan (CHN)     | 15.000     | 25.400    | 16.330 |           | 56.730 |       |                |                           |        |        |        |  |        |  |
| Medalla de bronce | He Wenna (CHN)           | 14.800     | 24.800    | 16.350 |           | 55.950 |       |                |                           |        |        |        |  |        |  |
| 4                 | Karen Cockburn (CAN)     | 14.800     | 25.000    | 16.060 |           | 55.860 |       |                |                           |        |        |        |  |        |  |
| 5                 | Tatsiana Piatrenia (BLR) | 14.400     | 25.200    | 16.070 |           | 55.670 |       |                |                           |        |        |        |  |        |  |
| 6                 | Savannah Vinsant (USA)   | 14.500     | 24.400    | 16.065 |           | 54.965 |       |                |                           |        |        |        |  |        |  |
| 7                 | Luba Golovina (GEO)      | 14.400     | 23.100    | 15.425 |           | 52.925 |       |                |                           |        |        |        |  |        |  |
| 8                 | Victoria Voronina (RUS)  | 6.100      | 9.200     | 6.615  |           | 21.915 |       |                |                           |        |        |        |  |        |  |